# 16074 Джорджкаплан
16074 Джорджкаплан (16074 Georgekaplan) — астероїд головного поясу, відкритий 9 вересня 1999 року.
Тіссеранів параметр щодо Юпітера — 3,388.